# Molecular Therapy
Molecular Therapy è una rivista scientifica pubblicata dalla Cell Press, che si propone di sviluppare ed esplorare "terapie molecolari e cellulari per correggere malattie genetiche e acquisite".
Il fondatore della rivista e il suo caporedattore nei primi cinque anni è stato Inder Verma.
Nel 2021 ha conseguto un fattore di impatto pari a 12,9, il più alto nella sua storia. In tale anno le pubblicazioni si sono in particolare occupate dello sviluppo di vaccini a mRNA, terapia genica clinica e ruolo dell'RNA cellulare nel meccanismo della malattia e nell'identificazione di bersagli terapeutici.
Alla famiglia di 'Molecular Therapy appartengono anche le seguenti riviste: Molecular Therapy-Nucleic Acids (MTNA), Molecular Therapy-Oncolytics (MTO) e Molecular Therapy-Methods & Clinical Development (MTMCD).
Al 2024, il fattore di mpatti è stato pari a 12,1. Al 2025, la rivista è pubblicata dalla Elsevier per conto dell'American Society for Gene and Cell Therapy, in modalità di accesso aperto.